# Шевченко Іван Дем'янович
Шевченко Іван Дем'янович (21 червня 1901 — 4 листопада 1969) — український радянський журналіст і політичний діяч.

## Життєпис
Народився 21 червня 1901 ріку в Валки Харківська губернія в родині багатодітного кустаря-шапкаря.
У 1916 році був в підпільному українському учнівському гуртку в Валках. Закінчив Валківське реальне училище.
У 1919 році, за сімейними обставинами, повинен був покинути Харківського технологічного інституту.
Брав участь в Громадянській війні, був старшим кулемнимом в загоні ЧОП, ад'ютантом коменданта м. Валки.
У 1919—1920 роках лектор Валківського народного університету.
У 1921 року член РКП (б)..
У 1921—1922 роках редактор Валківської газети «Незаможний селянин». В цей час в газеті працював Петро Панченко, відомий в подальшому український письменник Петро Панч.
Редагуючи статтю сількора, яку він спочатку підписав своїм справжнім прізвищем, а потім чомусь передумав і залишив тільки перший склад, редактор зауважив: «Що за Пан?». Автора поблизу не було, газету треба було випускати і він до Пан додав «ч». Так з легкої руки редактора майбутній видатний прозаїк отримав псевдонім.
Одночасно з цим став кореспондентом УкрРОСТА — українського відділення Російського телеграфного агентства Валківського району.
У 1923 році, після ліквідації повітів і утворення округів, Харківський обком партії направив І. Д. Шевченка в Охтирку Сумської Області, де він працював окружним інспектором по роботі на селі, завідувачем районного будинку сільського жителя. Виконуючи ці адміністративні обов'язки не припиняв займатися журналістикою — був кореспондентом харківських обласних газет «Харківський пролетар» і «Сільський житель», був редактором газети «Радянська Охтирка».
У 1930 році разом з родиною переїздить в Харків, а коли столицю перенесли до Києва переїхали до Києва, де до початку війни працює в редакції газети «Комуніст» — друкованому виданні ЦК КП (б) України, пройшов шлях від літпрацівника до відповідального секретаря. У перші місяці війни став військовим кореспондентом цієї газети.
З 1942 року працює в Саратові редактором «Останні новини» Українського комітету при Раднаркомі УРСР.

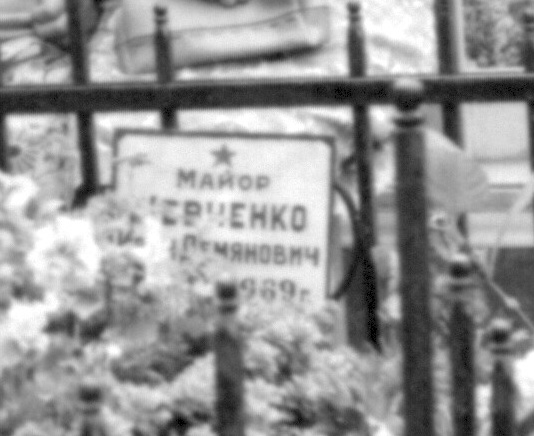
Могила І. Д. Шевченко на Лук'янівському військовому кладовищі (1969)

У березні 1942 відряджений в Москву в розпорядження Українського штабу партизанського руху.
У 1943 році Указом Президії Верховної Ради СРСР, опублікованому в газеті «Правда» та газеті «Известия» від 1 квітня 1943 року, нагороджений орденом Червоного Прапора за доблесть і мужність, проявлену в партизанській війні проти німецько-фашистських загарбників та особливі заслуги в розвитку партизанського руху.
Після війни працював в апараті ЦК КП (б) України — інструктором, завідувачем сектора друку. Співпрацював з Петро Панчем, Микола Бажаном, Ярослав Галан, Василем Минком.
У 1959 році пішов на пенсію, як пенсіонер республіканського значення. Мав звання майор Радянської армії.
Помер 4 листопада 1969 року в Києві. Похований на Лук'янівському військовому кладовищі.

## Сім'я
- дружина — Галина Андріївна Шевченко (до шлюбу Суходоля) (1907—1981).
- донька — Ніна Шевченко (до шлюбу Шевченко) (1927—2014). Закінчила в 1952 році з відзнакою Київський державний університет. До 1962 року працювала в Жданові в ЦНДІ ГКСМ СРСР по суднобудуванню старшою інженеркою. У 1962 році переїхала в Дніпропетровськ, де працювала до 1993 року старшою викладачкою в Дніпропетровському державному університеті[5].
- донька — Людмила Барабаш (до шлюбу Шевченко) (нар. 1937 р.). Закінчила в 1959 році з відзнакою Київський державний університет. До 2013 року працювала в Інституті ядерних досліджень НАН України в Києві, кандидат фізико-математичних наук, завідувачка лабораторії.
- онуки.

## Нагороди
- орден Червоного Прапора (1943)
- Медаль «За перемогу над Німеччиною у Великій Вітчизняній війні 1941—1945 рр.» (1945)
- Медаль «За трудову відзнаку» (1951)
- орден «Знак Пошани» (1959)
- Медаль «20 років перемоги у Великій Вітчизняній війні 1941—1945 рр.» (1965)